# Oncideres jatai
Oncideres jatai là một loài bọ cánh cứng trong họ Cerambycidae.